# Arhaizmi
Arhaizmi (grč. archaios = drevan) riječi koje su postale dijelom pasivnog leksika zbog unutarjezičnih razloga. Treba ih razlikovati od zastarjelica koje još nisu dio pasivnog leksika.

## Vrste arhaizama
- izrazni arhaizmi

...riječi čiji je izraz zastario te se danas koristi istoznačnica ili bliskoznačnica.

npr. čislo > broj, horugva > zastava, polza > korist, depeša > brzojavka, pozan > kasan,  škip > korito, pregnuće > odlučnost, razdvoj > rastanak, kitina > inje, timor > hrid, izba > ostava, soba
- sadržajni ili značenjski (semantički) arhaizmi

...riječi čijem je izrazu s vremenom pridruženo novo značenje.

npr. luka - nekad livada, danas pristanište brodova; podoknica - nekad prozorska daska, danas pjesma; vrač - nekad liječnik, danas čovjek koji se brine o kultnim obredima; zabaviti - nekad prigovoriti, danas razveseliti nekoga, činiti mu ugodno društvo
- tvorbeni arhaizmi

...riječi koje imaju zastarjele tvorbene elemente

npr. čarobija > čarobnica, golić > golać, kraljski > kraljevski, ljepost > ljepota, pokućtvo > pokućstvo
- fonološki arhaizmi

...riječi u čijem se fonemskom sastavu vidi starije fonološko stanje hrvatskoga jezika

npr. bahat > bat, cesar > car, sarce > srce
- grafijski i ortografski (pravopisni) arhaizmi

...riječi u kojima se primjenjuju stara pravopisna rješenja i stara ortografija.
npr. Ujevićev „Oproštaj”

## Vanjske poveznice
- LZMK / Hrvatska enciklopedija: arhaizam
- LZMK / Proleksis enciklopedija: arhaizam ili zastarjelica
- Stilistika.org – Josip Vončina: »Arhaizmi u hrvatskoj povijesnoj stilistici«